# Daniel Goddard

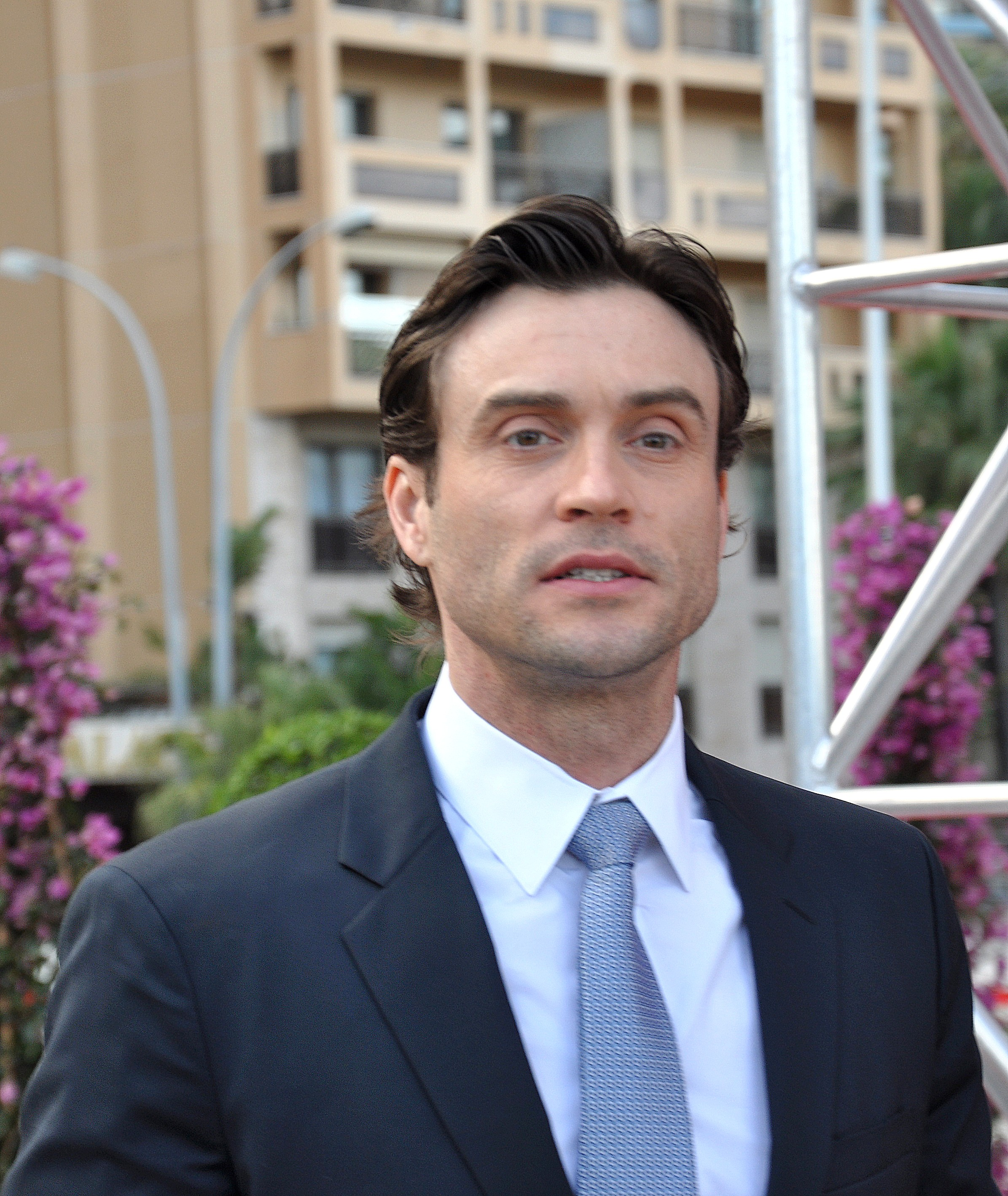
Daniel Goddard auf dem Monte-Carlo Television Festival 2013

Daniel Richard Goddard (* 28. August 1971 in Sydney) ist ein australischer Filmschauspieler und Model.

## Leben
Daniel Goddard studierte zunächst Volkswirtschaft, brach aber das Studium ab und entschied sich, Schauspieler zu werden. Seinen ersten Auftritt hatte er als Eric Phillips in der australischen Serie Home and Away. Er ging dann nach Hollywood und modelte für Firmen wie Calvin Klein und Dolce & Gabbana. 1999 bekam Goddard die Hauptrolle (Dar) in der Fantasy-Serie Beastmaster – Herr der Wildnis, die ihn bekannter machte. Seit 2007 ist er in der US-amerikanischen Seifenoper Schatten der Leidenschaft als Cane Ashby zu sehen.
Daniel Goddard ist verheiratet und lebt mit seiner Frau Rachel und ihren beiden gemeinsamen Söhnen in Los Angeles.

## Filmografie
Fernsehen
- 1994–1995: Home and Away
- 1999–2002: Beastmaster – Herr der Wildnis (BeastMaster)
- 2004: Wild Card
- 2004: Monk, 1 Episode
- seit 2007: Schatten der Leidenschaft (The Young and the Restless)

Filme
- 2003: Dream Warrior
- 2006: Lightspeed
- 2006: Immortally Yours